# Philipp Caesar
Philipp Caesar (* um 1580 in Kassel; † nach 1642 wahrscheinlich in Köln) war ein reformierter Theologe des 17. Jahrhunderts.

## Leben
Das Geburtsdatum von Caesar steht nicht fest. Er muss um 1580 in Kassel geboren sein. Von 1602 bis zum 1. Oktober 1605 studierte er mit kleinen Unterbrechungen in Marburg Theologie. Erwähnt wurde Caesar 1605 als Major der Stipendiaten am Kasseler Collegium Mauritianum (Ritterakademie). Nach der Verlegung dieser Institution nach Marburg siedelte er ebenfalls 1605 nach dort um.
Er heiratete Christina Pincier, Witwe von Johann Peter Eber.
1610 wurde Phillip Caesar als Hofprediger von Johann Adolf von Holstein-Gottorf nach Schloss Gottorf berufen. Dort setzte er sich für die Verbreitung der reformierten Lehre ein. Hierfür wurde er von der theologischen Fakultät der Universität Marburg mit der Doktorwürde geehrt. Nach dem Tode Johann Adolfs wurde Caesar durch Friedrich III. von Gottorf-Holstein als Hofprediger entlassen, um einen drohenden Glaubensstreit in der evangelischen Landeskirche zu verhindern.

### Prediger und Professor in Bremen
Bereits am 21. Juni 1616 wurde er zum ersten Prediger an der Kirche St. Ansgarii in Bremen gewählt. Kurz darauf wurde Philipp Caesar vom Senat der Stadt Bremen zum Professor am Gymnasium Illustre, der damaligen Hochschule in Bremen, ernannt. 1617 veröffentlichte er die Schrift „Disputationes apologeticae de pugna inter dogma omnipraesentiae corporis domini nostri Jesu Christi et articulum de ultimo ejus adventu“ gegen die strenge lutherische Lehre.
Nach dem Ende der Dordrechter Synode begann Caesar als Vertreter der strengen reformierten Prädestinationslehre zu predigen. Er wandte sich hierbei auch gegen andere Pastoren in der Stadt, den Senat und das Kirchenministerium, konnte aber eine erhebliche Anzahl von Anhängern um sich sammeln. Gegenspieler waren unter anderem Ludwig Crocius, erster Prediger an der Martinikirche und Heinrich Isselburg, der Prediger an der bremischen Liebfrauenkirche war. Beide hatten die Dordrechter Beschlüsse mitunterzeichnet, da diese eine mildere Lehre zuließen. Aus Sicht der Regierung Bremens bestand entscheidendes Interesse daran, grundsätzlich dem lutherischen Augsburger Bekenntnis anzugehören, da der Augsburger Religionsfrieden nur zwischen Lutheranern und Katholiken bestand. Durch ein reformiertes Bekenntnis aber war die Unabhängigkeit Bremens gefährdet, da der faktisch vorhandene Status als Freie Reichsstadt erst 1648 mit dem Linzer Diplom auch offiziell durch den Kaiser anerkannt wurde. In der Folge des heftigen Lehrstreites legte Caesar schließlich am 2. April 1624 auf Drängen des Geistlichen Ministeriums sein Predigeramt nieder.
Nach der Niederlegung seiner Ämter verließ er zunächst Bremen, hielt sich aber hier noch häufiger auf. Seine Anhänger wollten ihn schon 1624 in St. Ansgarii und 1627 in der St. Stephanigemeinde zum Prediger wählen lassen. Als auch in der Liebfrauengemeinde Bestrebungen zur Wahl Caesars bestanden, wurde dort die Wahl des ersten Predigers vorgezogen und der bisherige erste Prediger von St. Martini Ludwig Crocius wurde dort Prediger, auf die hierdurch freigewordene Stelle in St. Martini wurde nun aber Philipp Caesar gewählt und, nachdem er offiziell gegenüber dem Kirchenministerium Besserung gelobt hatte, am 27. September 1628 durch den Senat auch eingesetzt.
Nachdem es erneut zu Auseinandersetzungen gekommen war, verließ Caesar am 16. Januar 1630 Bremen erneut und trat in Verden zum Katholizismus über. Nach späteren Aussagen seiner in Bremen gebliebenen Ehefrau sei er aber bereits zuvor mit ihr in Verden zur katholischen Messe gegangen. Von Osnabrück aus versuchte er an seinem Amt in St. Martini festzuhalten, scheiterte aber am politischen Widerstand des Senates.

### Späterer Verbleib
1642 erschien in Köln das von Philipp Caesar herausgegebene Buch „Tirapostolatus Septentrionis. Vita et gesta S. Willehadi, S. Ansgarii, S. Rimberti, trium principalum Ecclesiae Bremensis Episcoporum Septentrionis Apostolorum“ mit einer Vorrede aus Bonn, in der er sich erneut zur katholischen Kirche bekennt. Nach einer handschriftlichen Notiz in einem Exemplar dieses Buches soll er in Köln verstorben sein.